# سرکره

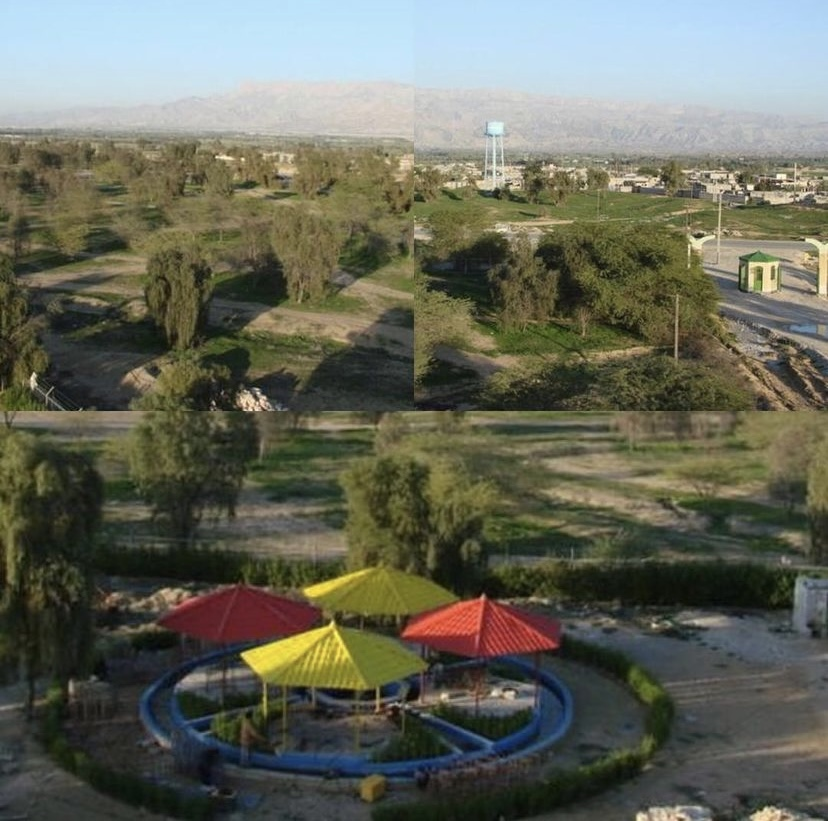

سرکره، روستایی است از توابع بخش مرکزی در شهرستان دشتستان استان بوشهر ایران.

## جمعیت
این روستا در دهستان حومه دشتستان قرار داشته و بر اساس سرشماری سال 1395جمعیت آن 2062نفر (۳۷۹خانوار) می‌باشد.